# Will Sasso
William "Will" Sasso (Ladner, Colúmbia Britànica, 24 de maig de 1975) és un actor còmic canadenc.

## Filmografia
- Ernest Goes to School (1994)
- Ski School II (1995)
- Màgia a l'aigua (Magic in the Water) (1995)
- Malicious (1996)
- Happy Gilmore (1996)
- Homeward Bound II: Lost in San Francisco (1996)
- Doctor Who (1996)
- Beverly Hills Ninja (1997)
- The 6th Man (1997)
- MADtv (1997-2002)
- Brown's Requiem (1998)
- Drop Dead Gorgeous (1999)
- Best in Show (2000)
- Family Guy (2000, 2008)
- Dawg (2002)
- A Mighty Wind (2003)
- The Hot Chick (2003)
- Stewie Griffin: The Untold Story (2005) (veu)
- Dark Ride (2006)
- Southland Tales (2007)
- Entourage (2007)
- College Road Trip (2008)
- Lower Learning (2008)
- How I Met Your Mother (2008, 2011)
- Year of the Carnivore (2009)
- Two and a Half Men (2009)
- Life As We Know It (2010)
- The Legend of Awesomest Maximus (2010)
- The Three Stooges (2012)
- The Right Kind of Wrong (2013)